# Legalisierung besetzter Häuser in Berlin

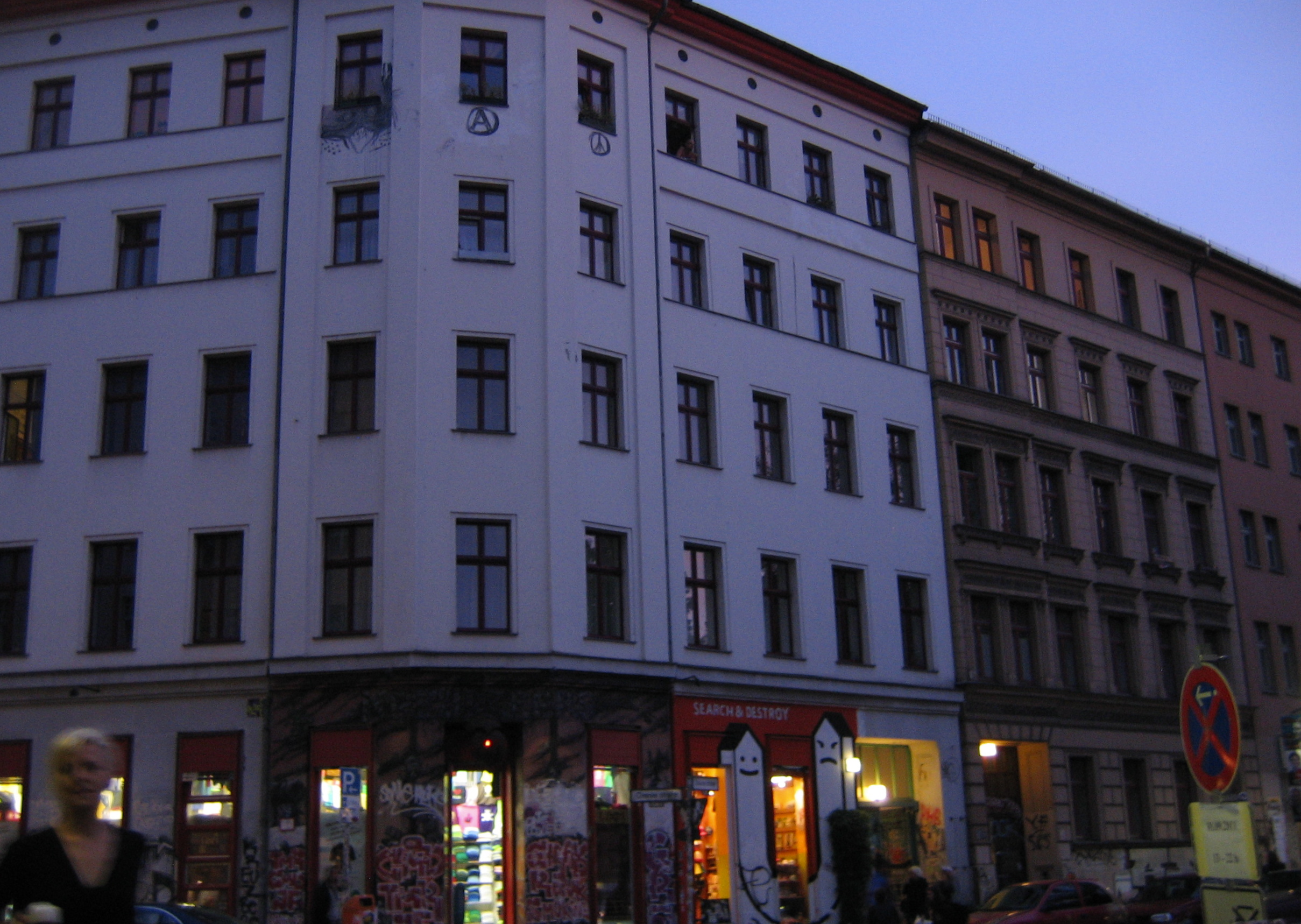
Das legalisierte Haus Oranienstraße 198 in Kreuzberg

Die Legalisierung besetzter Häuser in Berlin kam im März 1983 durch die Gründung des alternativen Sanierungsträgers Stattbau und dessen ab September 1983 aufgenommener praktischer Tätigkeit in Gang. Bis Anfang der 1990er Jahre wurden ca. 60 der im Sommer 1981 besetzten 165 Häuser saniert und legalisiert.

## Überblick
In den ersten Nachkriegsjahren erfolgte eine Reparatur des durch die Kriegsereignisse geschädigten Altbaubestandes. In der Bundesrepublik Deutschland und in West-Berlin kam es dann in den Stadtkernen in den 1950er Jahren zu einzelnen Neubauprojekten und in den 1960er Jahren zu zahlreichen modernen Großsiedlungen in den Außenbereichen der Städte. Hier drückten jedoch bald die Kosten für die ebenfalls neu zu errichtende Infrastruktur auf die Renditen und als Lösung erschien der großflächige Abriss alter Stadtquartiere, da dort Verkehrswege und Versorgungssysteme bereits vorhanden waren und damit die Kosten einer Neubebauung reduziert werden konnten.
Einer nicht nur aus heutiger Sicht sinnvollen Sanierung der Altstadtviertel standen Anfang der 1980er Jahre massive politische und ökonomische Gegebenheiten entgegen.

### Die Flächensanierung
„Über zwei Jahrzehnte hinweg wurden ganze Blöcke und Straßenzüge ‚entmietet‘, gesprengt und abgeräumt. […] Wer diesem Prozeß ausgesetzt war, erlebte Sanierung (Heilung) als Zerstörung der Stadt. [… Ein großer Teil der] Bevölkerung war ständig vom Abriß ihres Hauses bedroht. Die Häuser waren im staatlichen Auftrag von Wohnungsbaugesellschaften aufgekauft und dann auf Abriß bewirtschaftete worden; d. h., es wurde möglichst wenig repariert. Die Instandhaltung unterblieb fast ganz. Lange vor dem Abriß wurde dann ‚entmietet‘. So standen in West-Berlin tausende Wohnungen leer, während 80.000 Haushalte mit Wohnberechtigungsschein dringend eine Wohnung suchten.“

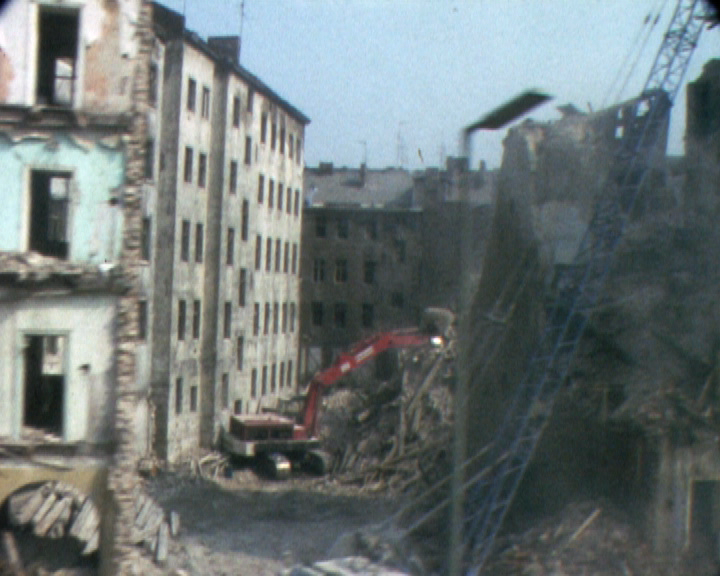
Abriss an der Skalitzer Straße (Block 104), Foto: 1980

Gegen diese Vernichtung der Altbausubstanz zugunsten von Neubauten und auch eines Autobahnringes um die Innenstadt formierte sich ab Mitte der 1970er Jahre in Berlin allmählich Widerstand in der Bevölkerung und teils auch in gesellschaftlichen Institutionen, in Behörden, Parteien und auch in Fachkreisen. Da die „Kahlschlagsanierung“ rechtlich und im demokratischen Dialog offensichtlich nicht zu stoppen war, radikalisierten sich Anfang der 1980er Jahre in der Bevölkerung Teile insbesondere der Jugend und begannen im großen Maßstab mit Hausbesetzungen.

### Hausbesetzungen
In den nächsten Monaten nahmen die Besetzungen „viel schneller zu, als die Polizei die Häuser räumen konnte. Im Mai 1981 waren 168 Häuser in Berlin besetzt, davon 86 in Kreuzberg. Aus Sympathie gingen damals immer wieder aus den verschiedensten Anlässen Zehntausende auf die Straße. So wurden die Politiker schließlich zu Betroffenen ihrer eigenen Beschlüsse zur Stadtentwicklung.“
Im Zuge der Auseinandersetzungen auf den Straßen und der Flut der Besetzungen kam es in Berlin jedoch zu einer Polarisierung der öffentlichen Meinungen, die insbesondere von der Springer-Presse kompromisslos gegen die Hausbesetzer durchgesetzt wurde. Allenfalls wurde noch zwischen verhandlungsbereiten und kriminellen Hausbesetzern unterschieden.
In den Wahlen zum Abgeordnetenhaus im Mai 1981 wurde der von der Bewegung überraschte SPD/FDP-Senat unter Hans-Jochen Vogel von einem allein regierenden CDU-Senat abgelöst. Doch zog die Alternative Liste (AL) mit 7,2 Prozent der Stimmen und neun Abgeordneten erstmals ins Berliner Abgeordnetenhaus ein und übersprang auch in allen zwölf Bezirken die Fünf-Prozent-Hürde. Im Bezirk Kreuzberg erreichte die AL 14 Prozent (sieben der 45 Sitze der Bezirksverordnetenversammlung) und mit Unterstützung der SPD wurde Werner Orlowsky, Ladenbesitzer in der Wrangelstraße und Mietersprecher zum Baustadtrat gewählt.
Doch beeinflusste dieser Erfolg den neuen Innensenator Heinrich Lummer nicht – er wurde zur Symbolfigur eines ‚harten Kurses‘ gegen die Hausbesetzungen.

## Höhepunkt der Konfrontation
Mitte 1981 waren in Berlin ca. 170 Häuser besetzt und die Fronten verhärtet: Die Bewegung wollte ihre „Gefangenen“ frei bekommen – die zumeist wegen aktionstypischen Eigentumsdelikten wie Hausfriedensbruch oder wegen des Kollektivismus (kriminell gewertete Gruppenbildung) Gefängnisstrafen erhalten hatten –; eine nach dem Regierungswechsel sich bildende ‚harte‘ politische Fraktion um Innensenator Heinrich Lummer und Polizeipräsident Klaus Hübner wollte die bestehenden Eigentumsverhältnisse konsequent durchsetzen. Auf der Ebene des Rechts wurde der Hebel angesetzt, dahinter ging es darum, der durch die Besetzungen blockierten Bauindustrie den Weg wieder frei zu machen.
Zwar hatte noch der Berliner SPD/FDP-Senat mit der sogenannten Berliner Linie Bedingungen für Räumungen der Häuser festgelegt, die auf konkreten Sanierungsmaßnahmen der Eigentümer (d. h., zumeist den Wohnbaugesellschaften) beruhten und auch der diesen im Mai 1981 ablösende CDU-Senat unter Richard von Weizsäcker hatte sich zu diesen Räumungsvoraussetzungen bekannt, doch für Lummer spielten solche Vorbehalte keine Rolle mehr: Sein Ziel war die „Zerschlagung“ der Hausbesetzerbewegung.

### 22. September 1981
Nach einigen vorbereitenden Räumungen im Sommer 1981 war für den September eine ‚Großaktion‘ mit zahlreichen, auch aus Westdeutschland zusammengezogenen Polizeieinheiten unter Einsatz von gepanzerten Fahrzeugen und „schwerem Gerät“ geplant. Es wurden die vorgesehenen acht Häuser geräumt, doch kam es während der Pressekonferenz von Heinrich Lummer in einem der geräumten Häuser nach spontanen Protesten vor dem Haus zu einem Zwischenfall, bei dem ein 18-jähriger Hausbesetzer ums Leben kam.
Siehe: Klaus-Jürgen Rattay
Der Vorfall wirkte allgemein als Schock und nach anfangs heftigen Unruhen gewann auf allen Seiten allmählich die Besonnenheit die Oberhand – auf Initiative des Regierenden Bürgermeisters von (West-)Berlin, Richard von Weizsäcker, wurden vom Bischof der Evangelischen Kirche in Berlin, Martin Kruse, Gespräche mit dem Ziel einer dauerhaften „friedlichen“ Lösung der Konflikte vermittelt. Ein Beauftragter nahm mit der Organisation Netzwerk Selbsthilfe – einer Gründung der 68er-Bewegung – Kontakt auf, die eine Vermittlerrolle zu den Hausbesetzern einnehmen konnte.

## Auftakt zur Verständigung
Da die Initiative des Regierenden Bürgermeisters umständegemäß nicht öffentlich mitgeteilt wurde, dauerten Besetzungen, Räumungen und nachfolgende Straßenkämpfe noch den Winter 1981/82 an.
Doch bereits kurz nach dem tödlichen Vorfall hatte der Bischof am 8. Oktober 1981 einen Brief „an die evangelischen Christen in Berlin“ verfasst – mit der Einleitung:

„Wir stehen in diesen Wochen in einer harten Bewährungsprobe, als Stadt, als Kirche, als Christen. Keiner kann sich einfach heraushalten und so tun, als gingen ihn die Entwicklungen und Auseinandersetzungen in unsrer Stadt nichts an. Stärker als in irgendeiner Stadt der Bundesrepublik ist uns bewußt: wie sitzen in einem Boot, es geht um unsere gemeinsame Zukunft.“

Die Initiative des Bischofs wurde von der Synode der Evangelischen Kirche in Berlin am 14. November 1981 unterstützt.

### Winter 1981/1982: Der Zwiespalt
Nach Bekanntwerden der Verständigungsinitiative hieß in der ‚Besetzer-Öffentlichkeit‘ der „politische Anspruch: ‚Gesamtlösung für alle besetzten Häuser‘, womit einerseits ein einheitliches Legalisierungskonzept für alle Häuser gemeint war, aber gleichermaßen auch eine Aufforderung an alle Besetzer und Paten, der einheitlichen politischen Bewegung verpflichtet zu bleiben und sich nicht durch separate Verhandlungen auseinanderdividieren zu lassen.“
Zum anderen gab es keine einheitliche Bewegung, es herrschten durchaus verschiedene Vorstellungen zu zukünftigen Regelungen: „Die Besetzer gerieten immer mehr in den unauflösbaren Zwiespalt zwischen dem Anspruch, politische Bewegung zu sein und dem Bedürfnis, die Wohn-, Lebens- und Arbeitszusammenhänge, die sie durch die Besetzungen aufgebaut hatten, abzusichern.“
Zum anderen gab es große ‚Gefährdungen‘ mancher Häuser durch Räumungsbedrohungen, während in anderen Fällen Wohnbaugesellschaften wie die Samog, „genervt von der nicht klein zu kriegenden Kreuzberger Mischung, dort unbedingt aussteigen wollte[n]“ und großes Interesse an der mittlerweile formierten Netzbau Stadtentwicklungs GmbH zeigten.
Bedroht waren vor allem acht Häuser der Grundag in der Schöneberger Winterfeldtstraße, die ab Januar 1982 in einem Gesprächskreis der Zwölf-Apostel-Gemeinde mit Netzwerk-Vertretern präsent waren. Am 10. März 1982 kam es zu einem Gespräch mit Bausenator Ulrich Rastemborski, das „den Vorstand des Netzwerk Selbsthilfe e. V., die Gründung eines ‚alternativen Trägers‘ zur Diskussion zu stellen, (ermutigte).“

### Gründung vonNetzbau
Am 15. März 1982 teilte Bischof Kruse in einem Brief an die Gemeinden der Evangelischen Kirche in Berlin den Vorschlag des Gesprächsbeauftragten mit:
Da es im Praktischen darum gehe, „im Rahmen der bestehenden Rechtsordnung zu einem geregelten und von allen Seiten akzeptierten Miteinander im Bereich einzelner besetzter Häuser zu kommen“, sei von dem Gesprächsbeauftragten Rainer Papenfuß nach „Bemühungen und Gesprächen nach allen Seiten“ der Vorschlag entwickelt worden, „die Gründung eines gemeinnützigen Treuhand- und Sanierungsträgers in Form einer GmbH vor[zunehmen], der die Verwaltung von zunächst einigen Häusern im Einvernehmen mit Eigentümern, Hausbewohnern und dem Senat übernimmt und mit den Bewohnern die Instandsetzung und das Wohnverhältnis vertraglich regelt.“ Als zu dieser Aufgabe der Gründung in der Lage sah die Evangelische Kirche in Berlin „die schon seit mehreren Jahren in Kreuzberg arbeitende Selbsthilfeorganisation Netzwerk e. V.“.
Nach zahlreichen Gesprächen schlug der Beauftragte der Kirche, der Synodale im März 1982 die Gründung eines Sanierungsträgers durch Netzwerk vor, der in der Lage sein sollte, besetzte Häuser mit den Bewohnern zusammen zu sanieren und damit auch einen Legalisierungsprozess vorzunehmen.

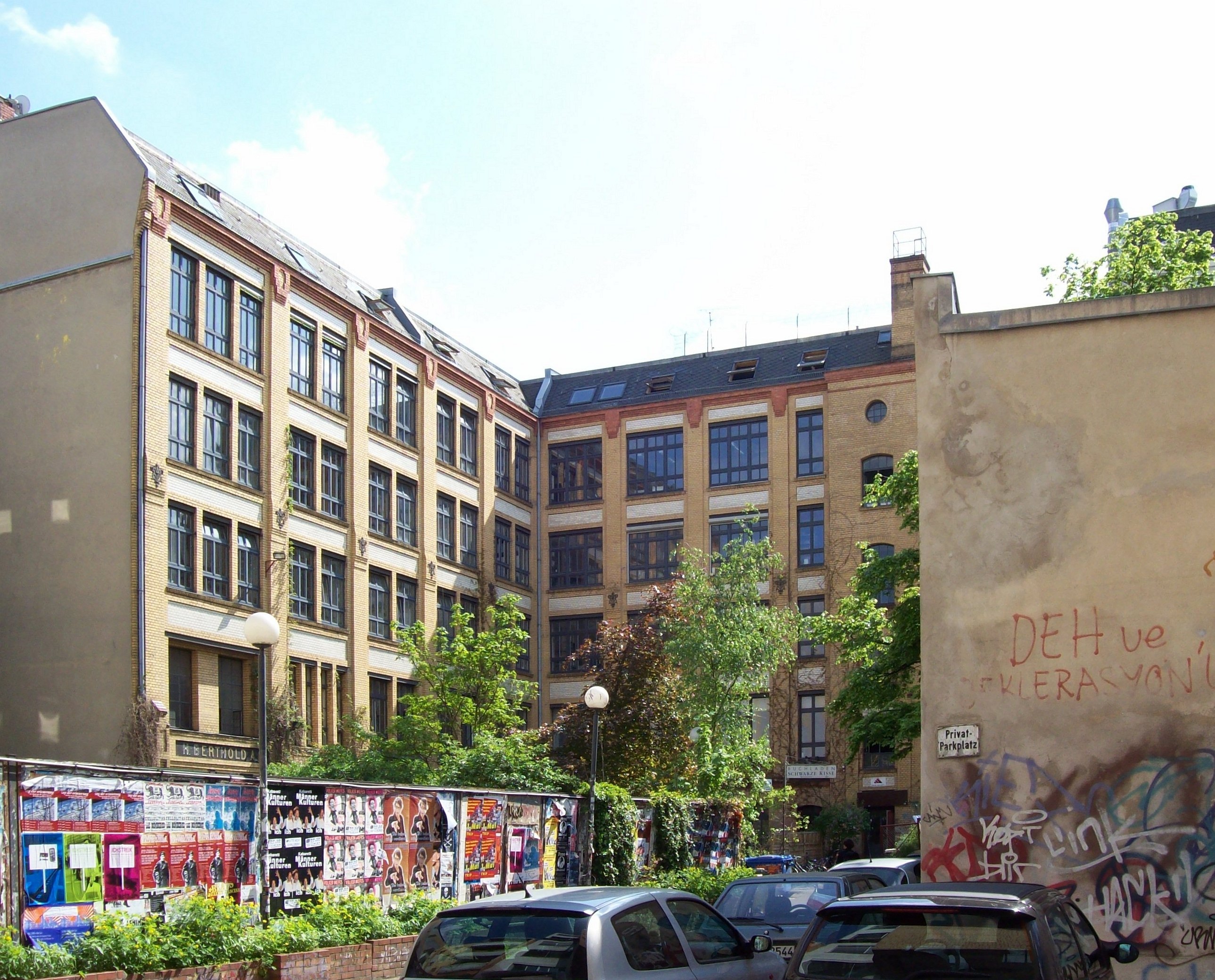
Der Mehringhof (2008), seit Gründung Sitz von Netzwerk

Zur Begründung hatte Verhandlungsführer Rainer Papenfuß kurz vor dem Schreiben von Bischof Kruse, am 12. März 1983, in einem Bericht nach kurzer Charakterisierung der Organisation dargelegt:

„Das Netzwerk Selbsthilfe ist nach meiner Auffassung deshalb für die Gründung eines Trägermodells geeignet, weil es einerseits kiezbezogen arbeitet und zum anderen durch eine strikte Unabhängigkeit und die sorgfältige Beachtung rechtlicher und wirtschaftlicher Notwendigkeiten auch die Seriosität bietet, die für einen Träger notwendig ist, der auf die Unterstützung des Senats angewiesen ist.“

Im Schreiben vom 15. März hatte Bischof Kruse auch angekündigt, dass Netzwerk zur Gründung eines Treuhand- und Sanierungsträgers als GmbH von der Kirchenleitung eine Summe von 30.000 DM (über eine Sammlung) zugesagt erhalte, „damit diese Initiative realisiert werden kann“.
Nach entsprechenden Beschlüssen der Netzwerk-Mitgliederversammlung wurde am 13. Mai 1982 die Netzbau Gemeinnützige Stadtentwicklungsgesellschaft mit beschränkter Haftung gegründet.
Netzwerk brachte aus Eigenmitteln 20.000 DM zu den für die GmbH erforderlichen 50.000 DM auf.
Siehe auch: Netzwerk: Gründung von Stattbau

## Zwischenspiel der „Hardliner“ 1982
Die Gründung der GmbH, die vorerst Netzbau-Stadtentwicklungs GmbH hieß, wurde jedoch noch zu einem langwierigen Prozess, zum einen Netzwerk-intern, da neben der Frage nach dem grundbuchlichen Eigentum die Kontrollierbarkeit eines solchen Trägers erwogen und diskutiert werden musste. Zum anderen gab es starke Positionen in Regierung und Verwaltung, die wegen eines Lösungswegs „ihre Räumungspläne nicht verschieben“ wollten.

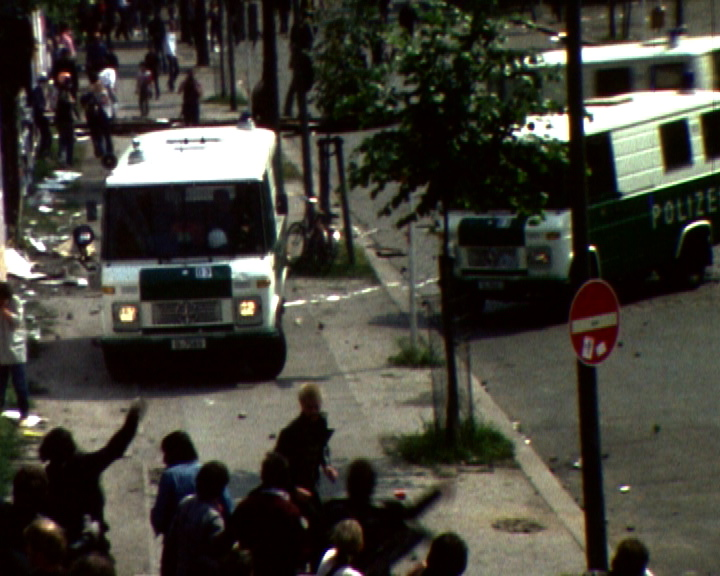
Konfrontation auf dem Winterfeldtplatz

So befand sich im Jahr 1982 der Realisierungsprozess eines Sanierungsträgers für besetzte Häuser in Agonie und die Auseinandersetzungen in der Stadt gingen unvermindert weiter. Die Erwartung der ‚hardliner‘ in Senat und CDU, dass die Bewegung geschwächt wäre, erfüllte sich jedoch nicht und anlässlich eines Besuchs des US-Präsidenten Reagan am 11. Juni in der „Inselstadt“, kam es zu Straßenkämpfen, die von Seiten der Besetzer und ihren Sympathisanten noch einmal Wut und Entschlossenheit demonstrierten.
Zwar gab es von Seiten der Gemäßigten auch massive Kritik an den nun sogenannten Autonomen, doch wurde den Verantwortlichen klar, dass mit einer Hinhaltetaktik das Problem nicht zu lösen und die Bewegung noch kaum „ermüdet“ war.
Nachdem von den Medien die gewalttätigen Auseinandersetzungen wieder in den Mittelpunkt gerückt werden und Schuldzuweisungen von allen Seiten in alle Richtungen vorgebracht werden konnten, beruhigten sich die Fronten bald wieder und die Gespräche wurden fortgeführt. Die Vorbereitungen zur Internationale Bauausstellung (IBA), die für 1984 angesetzt war, liefen ohnehin weiter – hier bereitete die Altbau-IBA um Hardt-Waltherr Hämer die Formulierung – auch zur gesetzlichen Anpassung – eines neuen Sanierungskonzeptes zur Ablösung der Flächensanierung vor.
Noch war jedoch der CDU- und damit regierungsinterne Konflikt nicht entschieden.
Zwar sicherte Bausenator Rastemborski im August 1982 wiederum „seine Bereitschaft zum Abschluß von Verträgen und […] seine Unterstützung von Verhandlungslösungen zu“, doch wurde kurz darauf „zwei Tage vor Abschluß von Verträgen für die Häuser in der Maaßenstraße 11/13 [am 1. November] diese Häuser aber geräumt. […] Im Verfolg dieser Räumungen ist auf einer Vollversammlung des Vereins Netzwerk e. V. der Beschluß gefasst worden, Netzbau aufzulösen [am 11. Dezember], weil dort die Überzeugung bestand, daß wegen des Verhaltens des Senats eine erfolgreiche Arbeit dieses Trägers nicht möglich sei.“
Damit schien die Sache wieder auf dem Nullpunkt angekommen.

## 1983: Erneuerung der Gründung
Da Senator Rastemborski bei seinen Verhandlungszielen blieb, bildete sich im Januar eine starke Fraktion um die vermieteten und besetzten Häuser im Block 103 mit dem Kreuzberger Baustadtrat Werner Orlowsky und dem IBA-Blockplaner Peter Beck, die „Netzbau zur Fortsetzung der Sanierungsträgerschaft“ aufforderten. Nach erneuerten Gesprächen kam es zu einer Aufhebung des Auflösungsbeschlusses durch eine Netzwerk-Mitgliederversammlung am 26. Februar 1983.
Die Mitglieder der Gruppe Netzbau verblieben im neuen Kreis und nach der Grundsatzentscheidung kam es im „Febr. 1983 nach langen Gesprächen zwischen Baustadtrat Orlowsky, der IBA und den Bewohnern des Blocks 103 […] zur Gründung der Stattbau GmbH, einem alternativen Sanierungsträger, bei dem die Bewohner 50 % der Stimmen im Aufsichtsrat erhalten sollen.“

„In der Stattbau GmbH ist das eigene Selbsthilfeorgan der Bewohner, der früheren Besetzer, mit 20 Prozent vertreten und mit 80 Prozent der Verein ‚Leben im Stadtteil‘, das sind unter anderem kirchliche Vereinigungen, aber im Aufsichtsrat, der erhebliche Mitbestimmungs- und Kontrollbefugnisse hat, sind die Bewohner mit 50 Prozent vertreten. […] Damit ist ein mehr als zwei Jahre währendes, leidenschaftliches, von Gewalt begleitetes Ringen zunächst zu einem vernünftigen und friedlichen Ende gekommen, und zwar im Rahmen der geltenden Rechtsordnung, die sich als durchaus flexibel erwiesen hat.“

Stattbau selbst setzte sich nun die „Entwicklung einer gemeinnützigen Wohnungsbaugesellschaft als Ziel, die außer dem Erhalt von preiswertem Wohnraum, der Unterstützung der Bewohnerselbsthilfe bzw. Organisation auch der Schaffung von Arbeitsplätzen verpflichtet ist.“
Damit war die Idee und der Arbeitsprozess ins Rollen gekommen und die früheren Gegner der Selbstauflösung von Netzbau gründeten am 4. März 1983 einen Trägerverein, der getragen von evangelischen Organisationen, Sozialdemokraten, Gewerkschaftlern und weiteren Persönlichkeiten des öffentlichen Lebens die Anerkennung des Senats „in einem abgekürzten Verfahren“ erhielt. Noch im März 1983 wurde auch in Ablösung von Netzwerk die Stattbau Stadtentwicklungsgesellschaft mbH gegründet, die mit dem Trägerverein als 4/5 Gesellschafter und zu 1/5 dem „Verein SUN Selbsthilfe und Nachbarschafts e. V. [… der] aus gewählten Vertretern der Häuser gebildet worden (ist), die von Stattbau betreut werden sollen“, gebildet wurde. „Am 13. Juli 1983 ist die Stattbau ins Handelsregister eingetragen worden“.
Der Verständigungsprozess schien nun auch durch das Engagement von Bausenator Ulrich Rastemborski als stabil und das Hauptproblem – die Anpassung von Verhandlungslösungen an juristische Strukturen –, wurde durch das vom Berliner Abgeordnetenhaus im März 1983 „zustimmend zur Kenntnis genommene“ neue Konzept der Behutsamen Stadterneuerung ermöglicht. Dadurch wurde den großen Wohnungsbaugesellschaften, den hauptsächlichen Eigentümern der Altbauten in den Sanierungsgebieten und dadurch auch der besetzten Häuser, ein Großteil ihrer operativen Instrumente entzogen. Es setzte sich in diesen Gesellschaften zunehmend das Interesse durch, diese Häuser ‚abzustoßen‘. Zumal durch die vorangegangene Subventionierungspolitik des Senats die Verluste der Gesellschaften gering waren und durch das neue Sanierungskonzept höhere Kosten erwartet wurden.
In Fällen, in denen diese Interessen noch anders lagen, ließ Innensenator Lummer auch ohne Rücksicht auf Zusagen des Bausenators wiederum räumen (Juni 1983). Nachdem er noch weiter desavouiert worden war, trat Bausenator Rastemborski im August 1983 überraschend zurück: „Zweimal durchkreuzte der Innensenator diese Pläne durch überraschende Räumungen. Polizeisenator Lummer vereitelte auf diese Weise, was Bausenator Ulrich Rastemborski betrieben hatte.“
Einige Tage später jedoch – am 5. September 1983 – unterschrieb „der neue Bausenator Franke [FDP ..], von Richard von Weizsäcker in die Pflicht genommen, den unterschriftsreifen Sanierungsvertrag von Stattbau.“

## Der parlamentarische Prozess
In den Mittelpunkt geriet nun die Frage, wie eine Legalisierung der Häuser juristisch vorgenommen werden könne und vor allem, auf welchen organisatorischen und rechtlichen Grundlagen, die zwar improvisiert instandgesetzten, doch baurechtlich und -technisch teilweise sich weiter in katastrophalem Zustand befindlichen Häuser saniert werden könnten.
In diesem Zusammenhang kamen zunehmend Aktivitäten in den Vordergrund, die bislang von den spektakulären Ereignissen verdrängt worden waren:
Von aktiven Fachleuten waren im Zusammenhang des absehbaren Umbruchs in der Stadterneuerung Berlins bereits in den frühen 1980er Jahren aktive Arbeitskreise gegründet worden, die sich damit befassten, wie eine von den Hausbesetzern erreichte mögliche Legalisierung besetzter Häuser im Rahmen eines neuen Konzeptes von Stadtsanierung praktisch zu vollziehen wäre. Dabei handelte es sich um zwei ‚Fraktionen‘ – die aus der von der Alternativbewegung getragene Organisation Netzwerk mit ihrer Arbeitsgruppe Netzbau, die nun die Firma Stattbau gründete, und die für die Internationale Bauausstellung (IBA) bereits längere Zeit an einem Konzept zur Überwindung der Flächensanierung arbeitenden Architekten und Stadtplaner, die sich in der „Altbau-IBA“ organisierten.

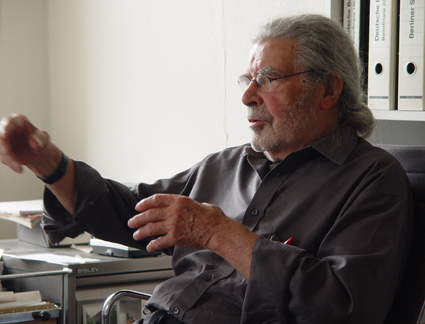
Hardt-Waltherr Hämer (2006)

Hardt-Waltherr Hämer – seit 1979 Planungsdirektor der Altbau-IBA im Zentrum des Kreuzberger Sanierungsgebietes mit 12.000 ‚Entmietern‘ und einigen hundert gekündigten Betrieben – war es gelungen, ein neues Konzept gegen die Flächensanierung zu entwickeln (und auch zu kalkulieren): Die Behutsame Stadterneuerung. Sein Mitautor Urs Kohlbrenner sah die politische Durchsetzung dieses Konzeptes in einer neuen Koalition von Planern und Architekten, dem Engagement der Bewohner und Besetzer und auch von Mitarbeitern in beteiligten Behörden: Es „gelang erst, nachdem sich Anfang der achtziger Jahre die Widersprüche [… nach] der grundsätzlichen Infragestellung der bisherigen Stadterneuerungspraxis spektakulär in Hausbesetzungen entladen hatten. Die veränderte Form der Stadterneuerung mußte erkämpft werden.“
Dieser Kampf wurde um die Häuser und auf der Straße von der Jugend, den Hausbesetzern, geführt und auf der ‚legalen Ebene‘ von Männern und Frauen in Institutionen, Vereinigungen und Verwaltungen. Er polarisierte in allen Bereichen die Bevölkerung der Stadt, letztlich in der Bundesrepublik Deutschland, denn die Auseinandersetzungen waren nicht sporadisch, sondern verliefen in einem permanenten, den Alltag sehr vieler Menschen berührenden ‚Dauerzustand‘ über zweieinhalb Jahre hinweg.
Die Medien wurden vom „Hausbesetzerproblem“ beherrscht, der legale Prozess verlief in der Stille und das Resultat wurde vom Zusammenwirken bestimmt, das Hardt-Waltherr Hämer gewichtete: „Die größte Wirkung hatten seinerzeit aber wohl die Instandbesetzer. Ihr Rechtsbruch war für viele Berliner moralisch gerechtfertigt.“
Der Tod Rattays war als ‚Warnung‘ verstanden und begriffen worden, „der Tod hatte–“ – wie es im Tagesspiegel formuliert war – den „Blick für die Maßstäbe geschärft“.

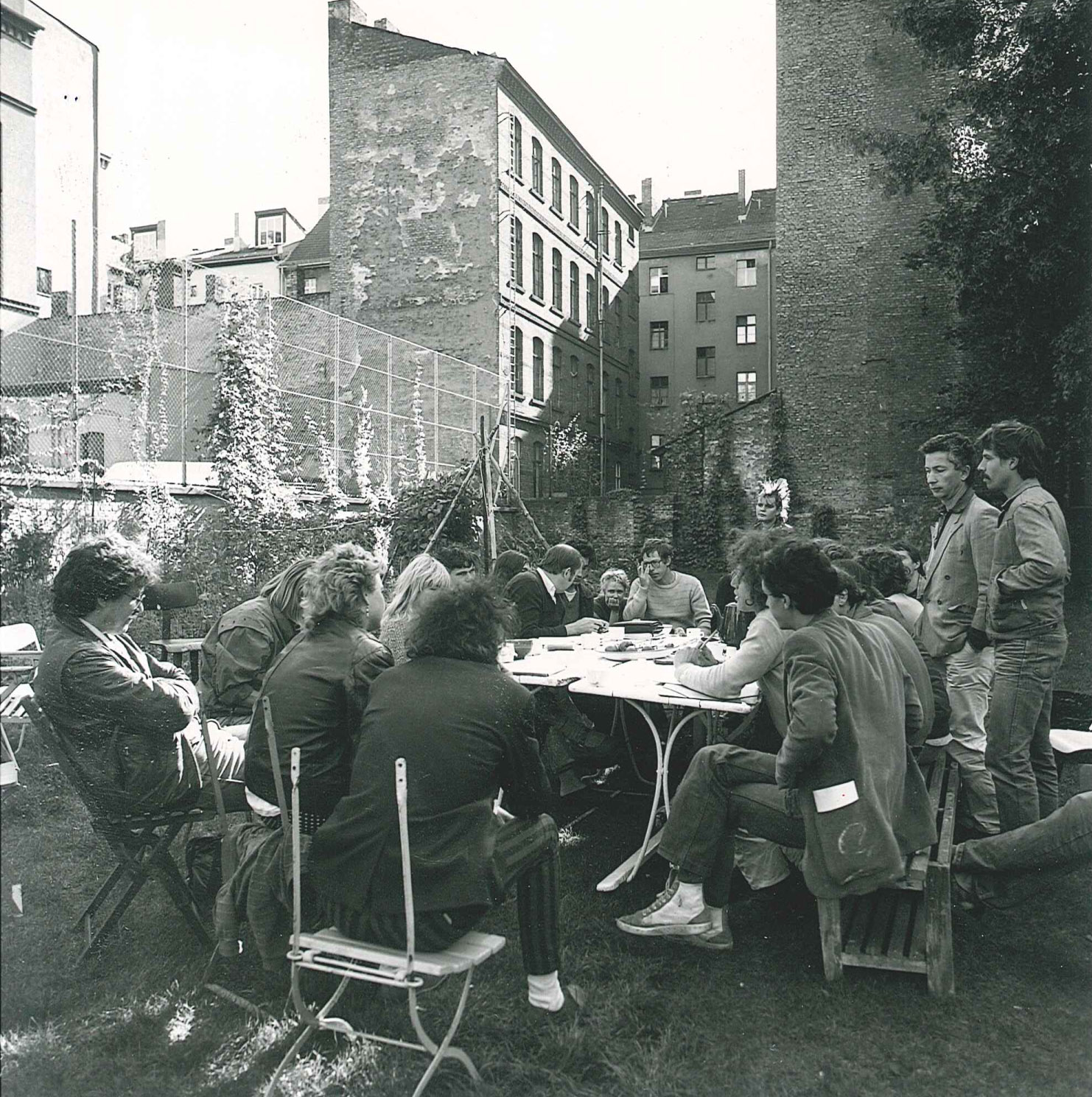
Der Aufsichtsrat von Stattbau tagt auf dem Gelände des Block 104

In einer Zeitgleiche kam die Wende später nochmals zum Ausdruck: Im März 1983 wurde der alternative Sanierungsträger Stattbau gegründet, der dann die besetzten Häuser mit den Bewohnern sanierte und legalisierte und im gleichen Monat nahm das Berliner Abgeordnetenhaus die „Behutsame Stadterneuerung“ „zustimmend zur Kenntnis“: damit war die Flächensanierung definitiv beendet und das neue Konzept konnte in die Gesetzgebung eingearbeitet und angewandt werden.

## Legalisierung und Sanierung
Nach der Gründung von Stattbau im März 1983 und einer gemeinsam mit der IBA erreichten Vereinbarung mit dem Senat im September 1983 wurden im Kreis verschiedener Organisationen und mit der Bewohnerschaft der betroffenen Häuser Arbeitsstrukturen gegründet, um nicht nur den (juristischen) Legalisierungsprozess abzuwickeln, sondern auch – in Vereinbarung mit den nun kooperationsbereiten Institutionen – eine Sanierung durchzuführen.

### Arbeitsprozess
Mitten in die beginnenden Aktivitäten von Stattbau im Kreuzberger Block 103 wurde in Schöneberg das besetzte Haus Willibald-Alexis-Straße 43 am 1. Juni 1983 geräumt. Hier stand eine Lösung der Legalitätsfrage bereits vor der Tür:

„So wollte die Gossner-Mission, eine Einrichtung der Evangelischen Kirche, zum Preis von 675.000 Mark das Haus für die Besetzer aufkaufen. Vom Innensenator mißtrauisch beäugt, gedieh der Vertrag bis zur Unterschriftsreife. Dann jedoch, über Nacht – [am 1. Juni …] wegen ‚krimineller Umfeldbelastung‘ […] – ließ Innensenator Heinrich Lummer räumen. [… Er] kündigte an, er werde Verhandlungen ‚nicht bis zum St. Nimmerleinstag‘ zusehen.“

Für die „Berliner Linie“ galten als Räumungskriterien: „wenn ein genehmigtes Vorhaben baureif war und der Hauseigner Strafantrag gestellt hatte.“ Diese Kriterien lagen in der ‚Alexis 43‘ offenkundig nicht vor und auch in der liberalen Presse wurde Lummers ‚strafrechtlicher Ansatz‘ als eine Art von „vorgeschobener Begründung“ gewertet. Doch der Senat reagierte und betonte „seinen ‚ernsthaften Verhandlungswillen‘. Spekulationen und Unterstellungen, wonach er nicht mehr an Verhandlungslösungen interessiert sei, seien ‚abwegig‘, heißt es in einer [am 28. Juni] beschlossenen Erklärung. […] Gleichzeitig unterstrich er das Festhalten an der sogenannten Berliner Linie“.
Und auch die Geräumten waren danach „nicht automatisch aus dem Sinn“ der Öffentlichkeit, sondern hatten mit Duldung der Kirche in der Zeltstadt „Chaotenburg“ (Alexisstraße) und auf dem Mariannenplatz (seit 12. Juni die Besetzer der Oranienstraße 198) ihr Lager aufgeschlagen. Dadurch wurde die „finale Lösung Räumung“ nicht mehr zur „durchgreifenden Methode“.

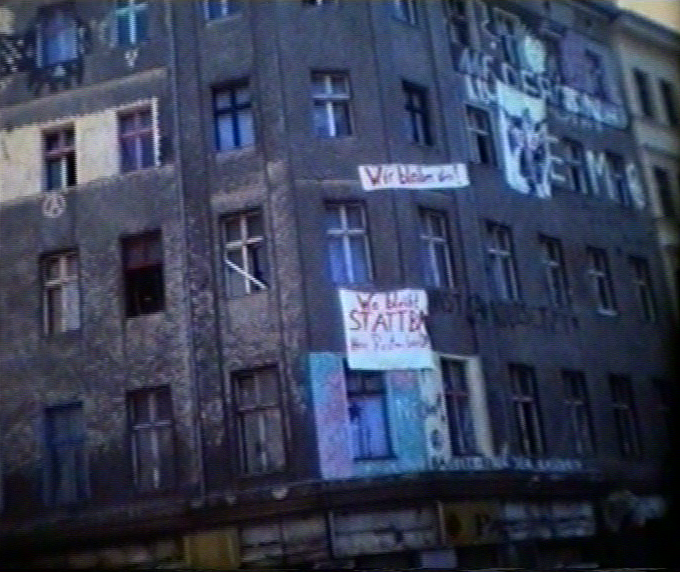
Das besetzte Eckhaus Oranienstraße 198 am Heinrichplatz 1981

### Oranienstraße 198 (Block 104)
Innensenator Lummer nutzte am 18. Juni 1983 die Gelegenheit im Rahmen der Auflösung einer großen Demonstration, das Haus am Heinrichplatz räumen zu lassen.
Doch da das Haus zu diesem Zeitpunkt bereits an Stattbau übertragen war, hatte Lummer wohl den Bogen überspannt – die Unterstützung der Geräumten war groß; sie konnten unweit entfernt am Mariannenplatz vor der St.-Thomas-Kirche (Berlin) ein Zeltlager aufschlagen und hielten dies auch über zwei Monate lang durch.
Der Senat sah sich nach wiederum massiver Kritik nun zu einer definitiven Entscheidung veranlasst:
„Bei dem Gespräch [Mitte Juli], das Lummer und Rastemborski (für Innen- bzw. Bausenat), Bischof Kruse und der für die Kirche verhandelnde Anwalt Papenfuß führten, wurde den beiden Kirchen-Vertreter bedeutet, daß es schon einen Senatsbeschluß gäbe, der Stattbau erlaubt, nun endlich mit der Arbeit zu beginnen.“ Damit war der Weg frei für die Sanierung der Häuser „im Block 103 und das lange Zeit umstrittene und am 18.6.83 geräumte Besetzer-Eck in der Oranienstr. 198. […] Lummer räumte immerhin ein, daß er die Konsequenzen der Räumungen falsch eingeschätzt habe.“
Im Artikel der Kiez-Depesche: „Nach fast 10 Wochen Zeltlager konnten wir am 27.8.83 wieder ins Haus zurück und bekamen von Stattbau endlich Nutzungsverträge.“
Das „Besetz-A-Eck“ am Heinrichplatz geriet in den Mittelpunkt der Anstrengungen, denn die Voraussetzungen für eine Legalisierung und auch die Sanierung erschienen denkbar ungünstig. Die Belegschaft des Hauses galt als berüchtigt und der Zustand des Gebäudes war äußerst desolat. Doch stellte Stattbau nun auch eine hohe Kooperationsbereitschaft fest.

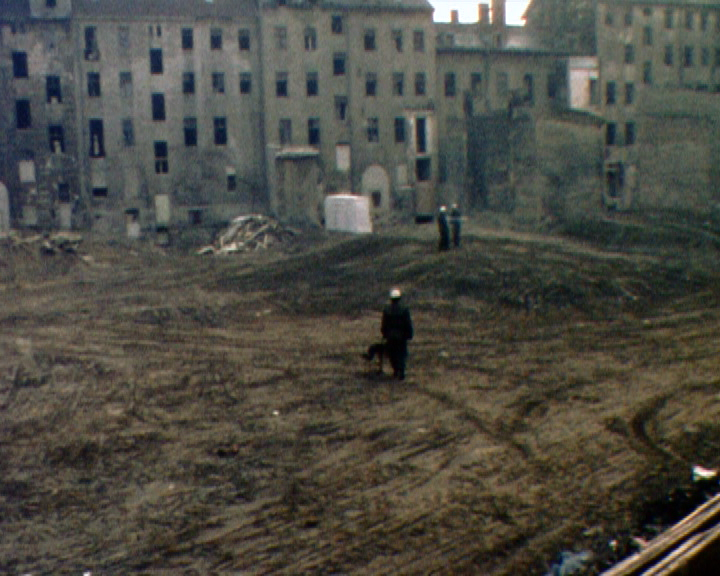
Der letzte Kahlschlagbereich (Block 104 im April 1981)

Das Haus hatte zudem einen hohen Symbolwert im Kampf gegen die Flächensanierung, denn nachdem schon zwei Drittel des Block 104 abgeräumt worden waren, stand nur noch vom Heinrichplatz ausgehend die Zeile der Oranienstraße hin zum U-Bahnhof Görlitzer Bahnhof und ein im Privatbesitz befindliches Haus an der Skalitzerstraße. Der Abriss dieser heute sanierten Häuserzeile stand unmittelbar bevor und wurde lediglich wegen der Besetzung der Nr. 198 abrupt gestoppt, da sich in dem Komplex nun Menschen befanden. Im Block 104 befand sich nun die letzte ‚Fläche‘, die per Kahlschlag eingeebnet worden war.
Zu Ablauf und Maßnahmen: Sanierung Block 103/4

## Arbeitsaufnahme von Stattbau
Die Vertragszeichnung zur Übernahme von 11 Häusern der Wohnbaugesellschaft Samog im Block 103 in Kreuzberg fand am 11. Oktober 1983 statt. „Mit Hilfe von öffentlichen Darlehen hatte Stattbau für mehr als 2 Millionen DM im Oktober [1983] die Häuser erworben.“ Hinzu kam schließlich noch ein weiteres Haus im Block 103 und das Eckhaus, Block 104, Heinrichplatz, die Oranienstraße 198. „Es handelte sich nun um die Grundstücke Manteuffelstraße 39, 40, 41, 42, Oranienstraße 3, 4, 5, 13, 14, 14a, Mariannenstraße 48, Naunynstraße 77.“  (und die O 198).
Dazu war auch der Sanierungsprozess in den durch ‚vorbereitende Zerstörung' der Bauwirtschaft oft stark beschädigten Inneneinrichtungen der Häuser über die Improvisationen der Instandbesetzer hinaus planerisch und technisch zu bewerkstelligen. Im Rahmen der Hausbesetzerbewegung und den konzeptionellen Arbeiten waren in den 1980er Jahren Gruppen entstanden und Einzelpersonen aktiv, die viele dieser Regulierungstätigkeiten, die die Besetzer auch überfordert hätten, planen und durchführen konnten.

### Erstprojekt Block 103 und 104
„Drei Monate nach dem Erwerb von 13 Häusern mit mehr als 200 Wohnungen rund um die Kreuzberger Oranienstraße hat man eine erste Erwartung erfüllen können. Mit Selbsthilfe der Mieter machte man die Haussubstanz ‚winterfest‘ und sparte dabei ein Drittel der Mittel ein, die von der Senatsbauverwaltung bereitgestellt waren.“

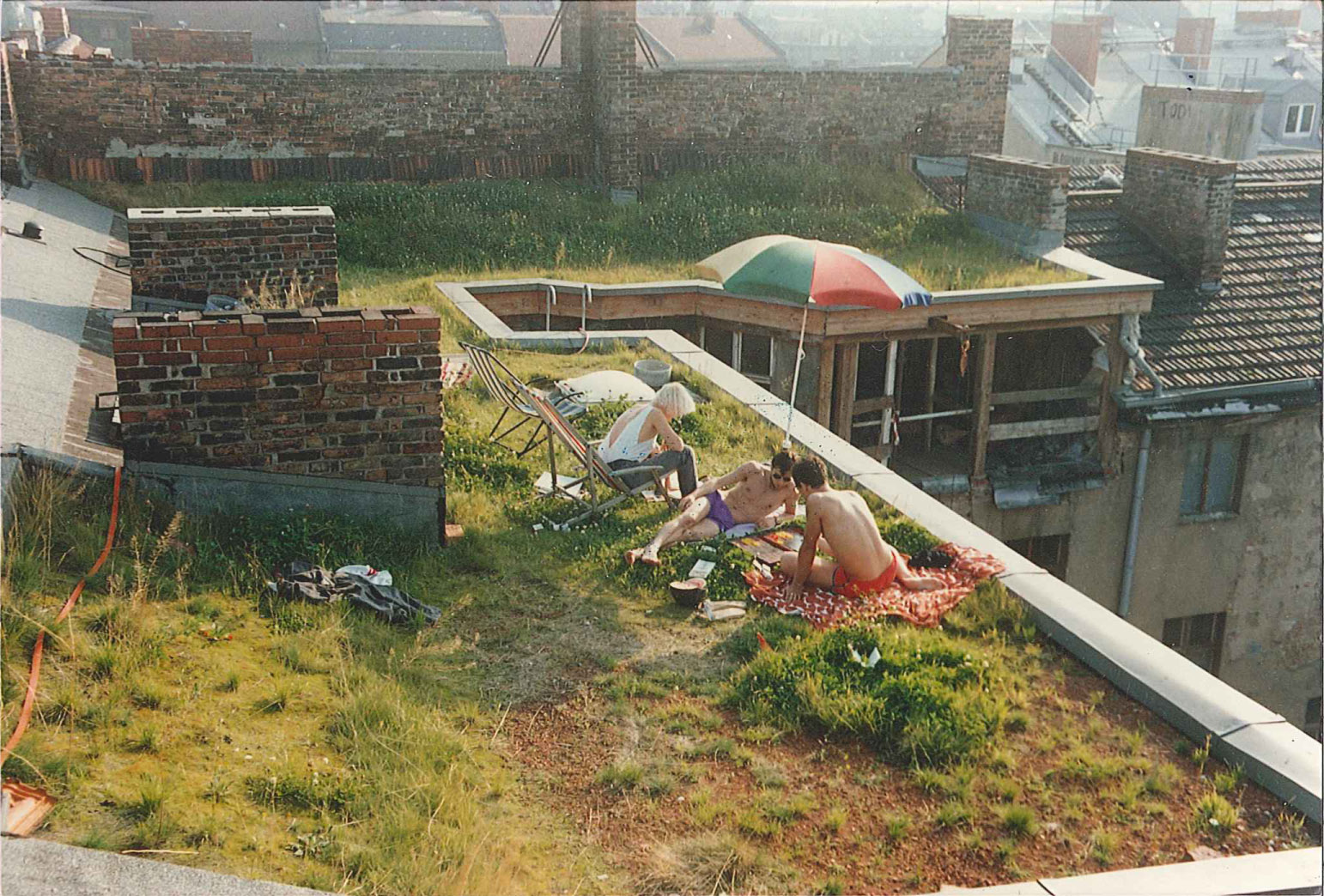
Erste Formen von Dachbegrünung im Block 103

Maßnahmen in der Wohnung, am Gebäude und im direkten Wohnumfeld wurden in Hausversammlungen und Gesprächen abgestimmt; einen Teil der Maßnahmen mussten die Mieter in Eigenleistung erbringen. „Konsens war, daß unter ökologischen Zielsetzungen, bei gleichzeitigem Erhalt von niedrigen Mieten, gebaut werden sollte.“ Die vielfältige Maßnahmenförderung – auch ökologische Sonderbaumaßnahmen – beschaffte und regelte Stattbau.
Stattbau zwischen den Stühlen

Bereits im Vorfeld, im August 1983, entstand seitens der Besetzer das Blockbüro mit der Idee, die Anforderung, die der zu erwartende Sanierungsprozess an die Bewohner der verschiedenen Häuser stellen würde, „aufzubereiten und zur Diskussion zu stellen.“ Das Büro knüpfte an die bereits in der Besetzerzeit eingerichteten Strukturen wie Hausversammlungen und den Blockrat an. „Die Leute aus dem Blockbüro [waren] dem Blockrat gegenüber rechenschaftspflichtig.“ Es gab auch ein gewisses Maß an Misstrauen gegenüber dem neuen Sanierungsträger – „keine angenehme Situation für die bei Stattbau Tätigen und nur durchzuhalten einerseits in dem Glauben, das Richtige zu tun, andererseits Stattbau so durchsichtig zu halten wie möglich und keine Verantwortlichkeiten zu übernehmen, die nicht von Stattbau sind. Die Häuser müssen ihre Möglichkeiten zwischen Anspruch und Fähigkeiten herausfinden, die politisch Verantwortlichen müssen es auch bleiben.“
Doch nach dem Legalisierungsprozess der Häuser, der häufig noch einem ‚Tauziehen‘ glich, zeigte sich schon bald, dass die Beteiligungsregelung die Bewohner überforderte, da sie die „Papierflut“ und die damit verbundenen administrativen Anforderungen nicht bewältigen konnten – Stattbau passte die Entscheidungsstrukturen auf den Einbezug „aktiver Bewohner“ hin an und richtete einen „Projektbeirat“ mit weitgehenden Informations- und Kontrollrechten ein.
Neben den konkreten Sanierungszielen entwickelte STATTBAU bereits weitere ‚Instrumente‘ in der Bauorganisation, die auch die soziale Seite des Gesamtprozesses förderten.

### Qualifizierungskonzept
In Anbetracht, dass Bautätigkeit ein arbeitsintensiver Vorgang ist – „ca. 70 % der Gesamtbausumme“ entfallen auf „die kleinteilige, gewerkeweise Auftragsvergabe an kleine und mittlere Betriebe und Büros“ – und „ein weiterer Teil des Auftragsvolumens wird an Ausbildungs- und Qualifizierungsprojekte vergeben“, legte Stattbau einen Schwerpunkt auf diesen Aspekt „zur Bekämpfung der Arbeitslosigkeit.“

„Von 1985 bis Mitte 1988 arbeiteten insgesamt 50 arbeitslose BewohnerInnen im Rahmen eines Beschäftigungsprojektes an der Instandsetzung ihrer Häuser. […] Über drei Jahre (ab 1988) werden insgesamt 36 langzeitsarbeitslose junge Erwachsene […] als SanierungshandwerkerInnen angelernt. (‚Combobau‘)“

„Nach 2jährigem Durchhaltevermögen war die Schiene der Finanzierung der Baumaßnahmen geklärt, die Hauskonzepte standen, die Ökomaßnahmen im Blockverbund waren beschlossen.“ Die Hausbewohner waren stark beansprucht und verloren ihr Interesse an dem Engagement in Stattbau: Der Informationslevel dort konnte nicht mitgehalten werden und dies führte auch zu einem ‚Rückzug‘ aus den Gremien, sodass „Stattbau wegen permanenter Beschlußunfähigkeit des Aufsichtsrats für zukünftige Aufgaben außerhalb des Blocks 103 eine andere Entscheidungsstruktur“ einrichtete: Der Aufsichtsrat wurde „aufgelöst und durch einen Fachbeirat ersetzt“. Die Bewohner waren ursprünglich mit 50 Prozent vertreten.
Von Beginn der Arbeiten an waren jedoch in den ehemals besetzten Häusern auch Fragen der Verwaltung zu klären. Wegen Überforderung durch die „Papierflut“ entschieden sich 1983 nur zwei der dreizehn Häuser für die Selbstverwaltung, während die übrigen sich „normal“ verwalten lassen wollten. Vorübergehend übernahm Stattbau diese Aufgabe, doch konnte die Firma diese Funktion wegen des „Reprivatisierungsgebots für Sanierungsträger“ nicht dauerhaft übernehmen.

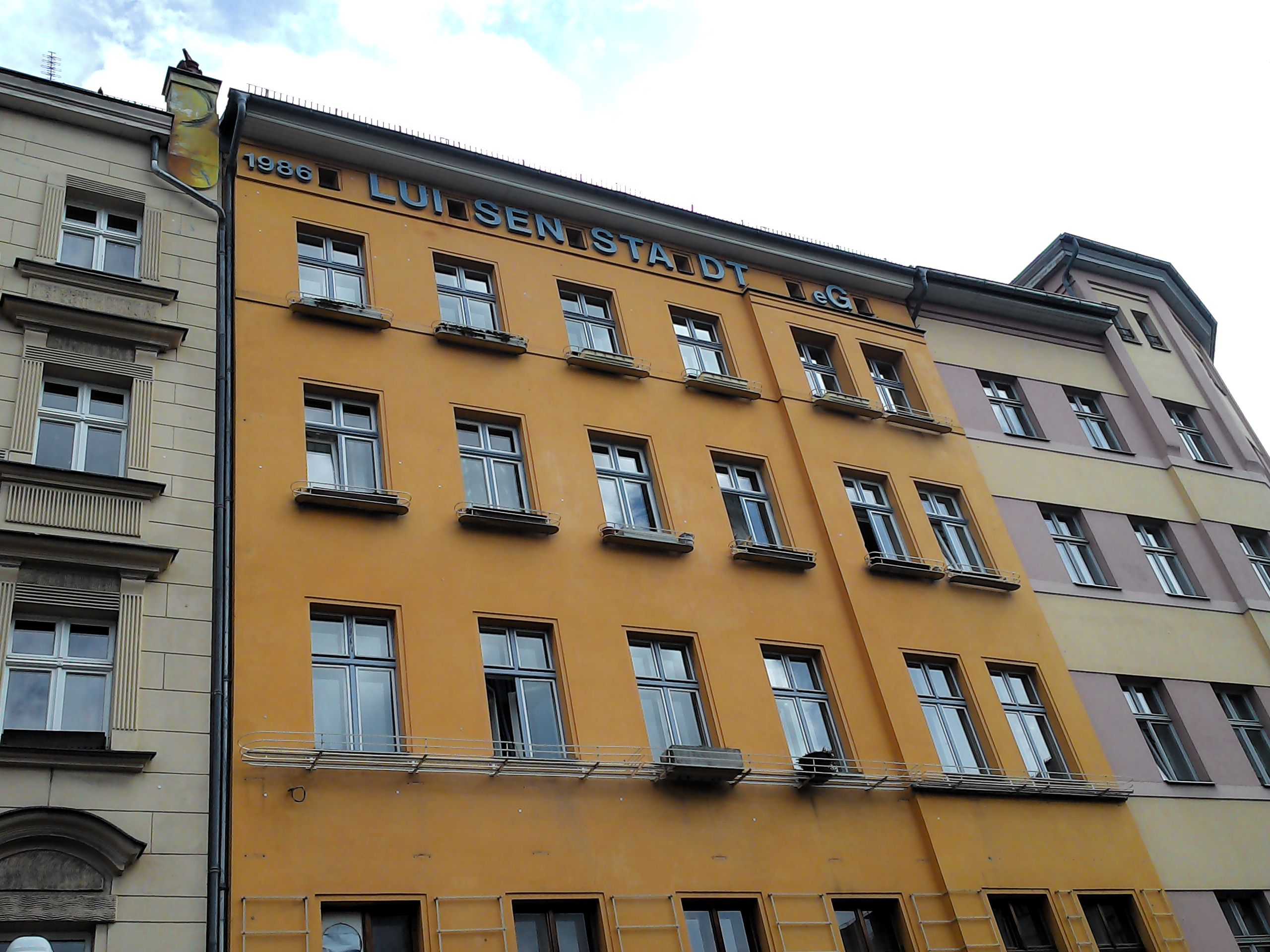
Sitz der Luisenstadt e.G. heute am Heinrichplatz

Nun – 1985 – mussten und wollten die Ex-Besetzer die Verwaltung durch den „Träger“ Stattbau lösen, entschieden sich für den „Aufbau eigener Organisationsstrukturen […] und gründeten im April 86 die Genossenschaft Luisenstadt e.G.“

### Genossenschaftsgründung
Nach einer Übergangszeit übernahm die Luisenstadt eG „am 1. Januar 1990 die ersten Häuser des Blocks 103 in Erbpacht zu Mieten von 3.80 DM kalt pro m². […] Die restlichen Häuser und wurden im Laufe des Sommers an ‚die Luise‘ übertragen werden.“. Die Bewohnergenossenschaft fungiert auch als Betreiberin eines Energieversorgungsunternehmens (Blockheizkraftwerk und Solargenerator im Verbund).
„Durch Übertragung nach Sanierung an die Genossenschaft Luisenstadt sind die Häuser langfristig vor einem Verkauf sicher und die Bewohner zahlen eine vergleichsweise geringe Miete.“

## Fazit der Beteiligten
Es gelang den am gelungenen Sanierungs- und Legalisierungsprozess Beteiligten, gegenüber Senat und der Öffentlichkeit keinen ‚Hauptanteil‘ am Erfolg jeweils für sich zu reklamieren:
„Gemeinsam mit ‚Stattbau‘ und der Architekturfakultät der Technischen Universität, unterstützt von S.T.E.R.N. und vielen Einzelpersonen, entwickelten die Bewohner ein neues Nutzungskonzept für große Gemeinschaftswohnungen und Dachausbau […] in Eigenarbeit. Dabei kam auf Initiative von ‚Stattbau‘ die Beschäftigung der meisten Bewohner in einem Projekt zustande, das mit Paragraph 19.1. des Bundessozialhilfegesetzes (‚Hilfe zur Arbeit‘) und ABM-Mitteln finanziert wurde. Eine Überführung des Hauses in die ‚Genossenschaft Luisenstadt e.G.‘ fand 1986 statt.“
Am 19. Mai 1984 nahm die Synode der Evangelischen Kirche in Berlin-Brandenburg (West-Berlin) „zur Kenntnis, daß der gesellschaftliche Konflikt um die Hausbesetzungen […] nicht zuletzt durch die Vermittlung der Evangelischen Kirche in Berlin weitgehend entschärft werden konnte.“

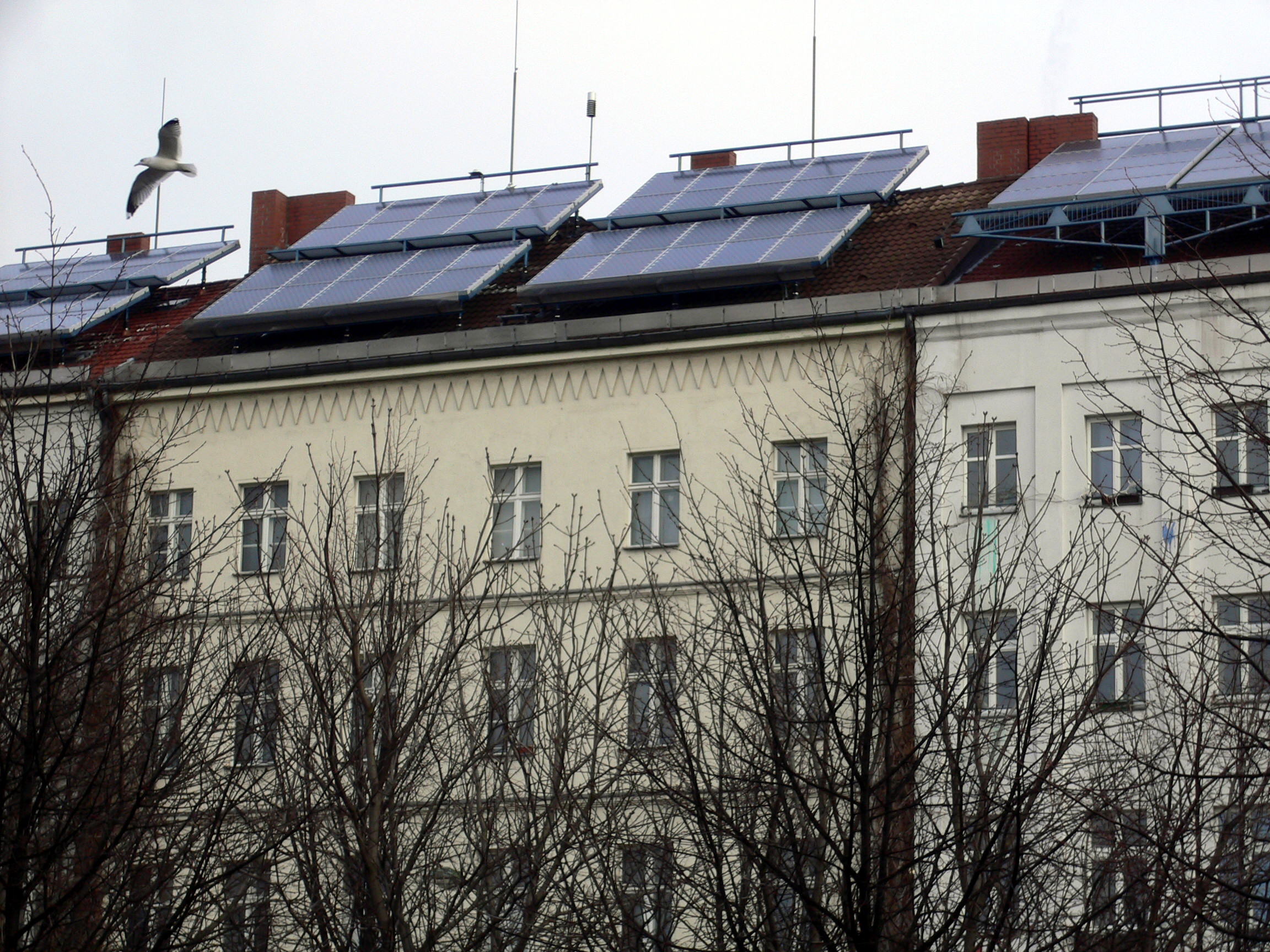
Sanierte Häuser, Oranienstraße 3–5, 2005

Stattbau zog mit der ersten Ausgabe seines Infos stattblatt im Juli 1990 „Resümeeversuche“:
Mit teils provokativen Fragestellungen wurde die Entwicklung von „ehemaligen Besetzern zu Besitzern“ und der Status eines Trägers, „der mit dem Ziel angetreten ist, sich selbst überflüssig zu machen“, reflektiert. Noch wurden vor allem Details der eigenen und gemeinsamen Geschichte aufgelegt und der komplexe Prozess „zwischen Bürokratie und Autonomie“ thematisiert. Als „vorläufige Bilanz“ beschreibt Geschäftsführer Gerd Behrens auf Basis der kooperativen Sanierung des Problem-Hauses Oranienstraße 198, zum einen die Absicherung der „Wohnverhältnisse der Ex-Besetzer“ und „das Arbeitsbeschaffungs- und Qualifizierungsprogramm von STATTBAU“ als Erfolg, der seine Fortsetzung in der Gründung der Selbstverwaltung Luisenstadt e.G. fand, „die zunehmende Ausstrahlung auf vereinzelte, isolierte Hausgruppen und -gemeinschaften (besitzt).“ Fakt sei jedoch auch, dass das „Experiment STATTBAU […] im Sinne einer Wirkung auf die allgemeinen sozialen und politischen Verhältnisse […] ein nur sehr schwach wahrnehmbares Echo gefunden habe.“
Der gelungene Prozess bestand auch in der Akzeptanz der vielfältigen Interessen der jugendlichen Besetzer-Generation: sich zwar intensiv und mit hohem persönlichen Risiko für eine gesellschaftlich sinnvolle Sache – die Verhinderung von Stadtzerstörung – einzusetzen, doch dann auch wieder eigene Interessen in den Vordergrund zu stellen und sich nun nicht insgesamt in den sozial-bürokratischen Vorgang einer „Sicherung des Erreichten“ einzubringen. Dies wurde von den durchwegs älteren, aus den vorangegangenen Generationen der 68er und Alternativen stammenden Aktiven anerkannt: Die Bewohner „verlagerten die Entscheidungsfindung [zurück] zu Stattbau“, ebenso die Hausverwaltung, um ihre Belastungen zu reduzieren. Das gegenseitige Tun wird anerkannt, so Behrens: „Meine Freunde und Freundinnen aus der O 198, die – es kann nicht oft genug gesagt werden – STATTBAU erst zum Durchbruch verholfen haben, […] sie haben durchgehalten [… und] gerade die Leute aus dem Block 103/4 (sind) bei der ersten Winterfestmachung in Potsdam im Dezember vergangenen Jahres [1989] überraschend zahlreich angetreten.“ (Behrens, stattblatt, S. 5).
Das Projekt Stattbau selbst war für die Macher damit nicht beendet, das ‚Kapitel 1980er Jahre‘ galt bei der Selbstverwaltung Luisenstadt e.G. jedoch in sicheren Händen und lediglich die Besetzer in Kreuzberg waren für STATTBAU nun „Geschichtswerkstatt“.
„Im August 1989 hat Stattbau fünf weitere Häuser von der GSG übernommen. Auch diese Häuser sollen in absehbarer Zeit instandgesetzt und modernisiert werden. Als Ziel für diese Häuser, die nicht von Gruppen, sondern von türkischen und deutschen Familien und deutschen Einzelpersonen bewohnt werden, ist auch hier angestrebt, eine Sanierung durchzuführen, die mit den Mietern abgestimmt ist und die ihren Bedürfnissen gerecht wird.“

### Generationen
Ein Bild der Zeit und auch der Geschichte der Generationen – es sind Zuordnungen, die ebenso markant wie flüchtig sind und sich auch eher über Gegensätzlichkeiten bestimmen lassen – bildete sich über diese Zusammenarbeit in Kreuzberg-Berlin SO 36 aus:

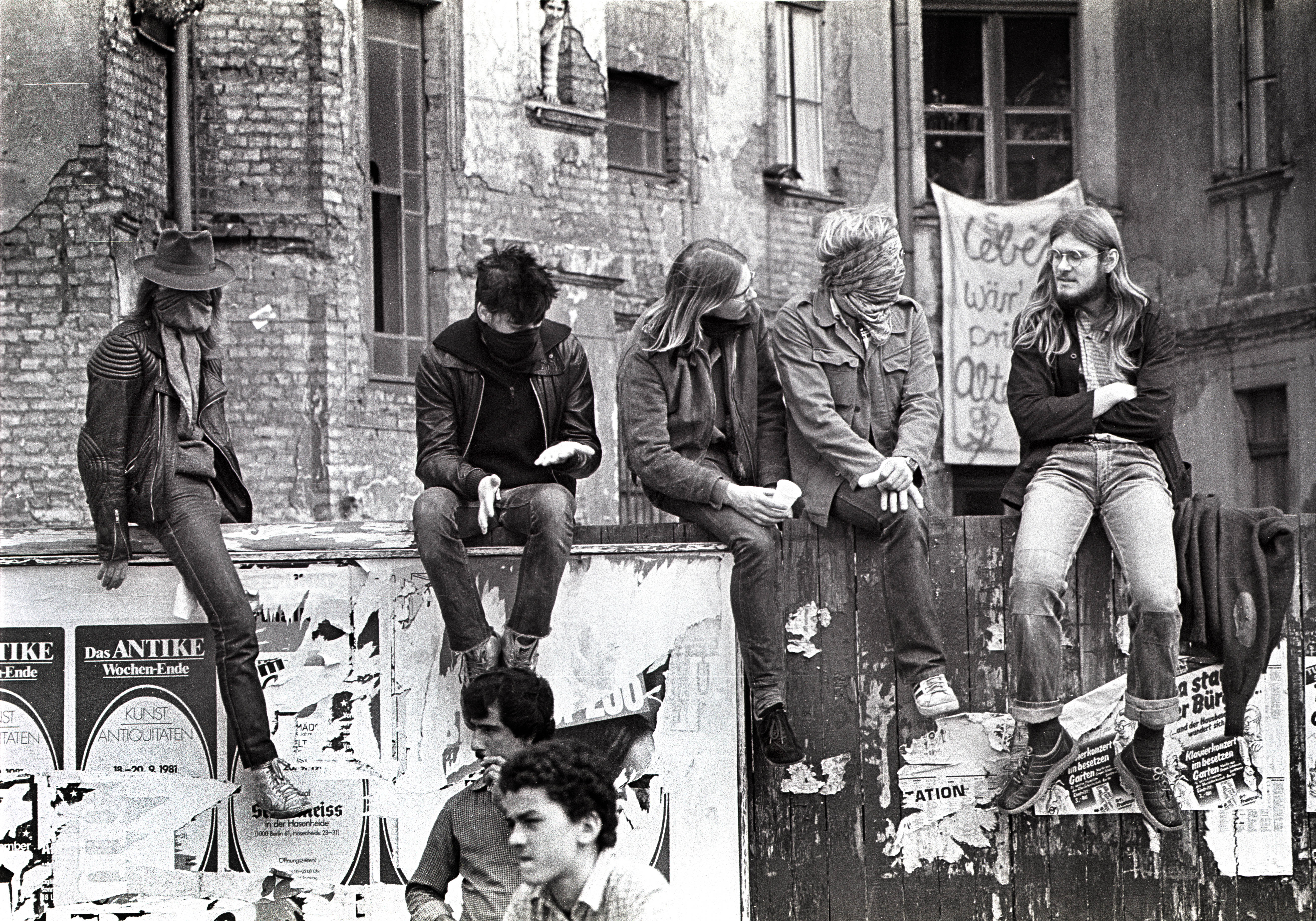
Besetzer der Oranienstraße 3

Das von den in Politik und Gesellschaft dominierenden Vertretern der Nachkriegsgenerationen als Vermittler erkannte Netzwerk Selbsthilfe war eine von der 68er-Bewegung gegründete, in Führung, Mitgliedern und Unterstützung aus dieser Altersgruppe bestehende Organisation. Dies betraf zuerst auch Netzbau, doch bedeutete die daraus folgende Stattbau dann eine Öffnung hin zur Alternativbewegung, die sich Mitte der 1970er Jahre entfaltet hatte – in den Umwelt- und Anti-AkW-Gruppen und der Betonung einer „anderen Lebensweise“ und die auch einen großen Teil der Hausbesetzer stellte. Hier strömte jedoch auch bereits die nächste Generation zu, deren auffälligster Teil die Punks waren, wie sie etwa die O3 (Oranienstraße 3), das Besetzereck (Oranienstraße 198), die Luckauer 3 oder den Turm (Leuschnerdamm 9) bewohnten.

## Nachwirkungen
Die Vorstellung, die Hausbesetzerbewegung wäre gescheitert, wurde von verschiedenen Kreisen erklärt, doch wurde dabei die Bedeutung von Räumungen und Straßenkämpfen vor dem Hintergrund der Wende in der Stadtsanierung und dem sich durchsetzenden Vorbild- und Wirkungscharakter der legalisierten Häuser weit überzogen.
Der Stadtsoziologe Andrej Holm konstatierte mit Blick auf das Ende der militanten Konflikte eine „Niederlage“. Vielfach wurde auch der Tod von Rattay als Niederlage gewertet.
Die Räumungen vom 22. September 1981 und der Tod von Klaus-Jürgen Rattay sind im Zusammenhang der vom Innensenator Heinrich Lummer und seinen Kreisen geplanten „Zerschlagung“ der Hausbesetzerbewegung in West-Berlin zu sehen. Der Schock, den der Todesfall Rattay bewirkte, veranlasste eine Besinnung, in der sich die Verständigungsbereitschaft auf allen Seiten gegen ‚hardliner‘ durchsetzte. Die Niederlage erlitt Lummer, der in der Minute seiner Verkündung vom Erfolg der Räumungen mit ansehen musste, wie fast alle Journalisten den Raum verließen, um zur Potsdamer Straße zu eilen.
Auch zeigte ein knappes Jahr später, am 11. Juni 1982 bei der Demonstration gegen den Deutschlandbesuch des US-Präsidenten 1982 deutlich, dass die Bewegung noch „handlungsfähig“ war. Aber auch dieser Ausbruch von Gewalt unterbrach den Legalisierungsprozess und den Umschwung in der Sanierungspolitik nur vorübergehend.

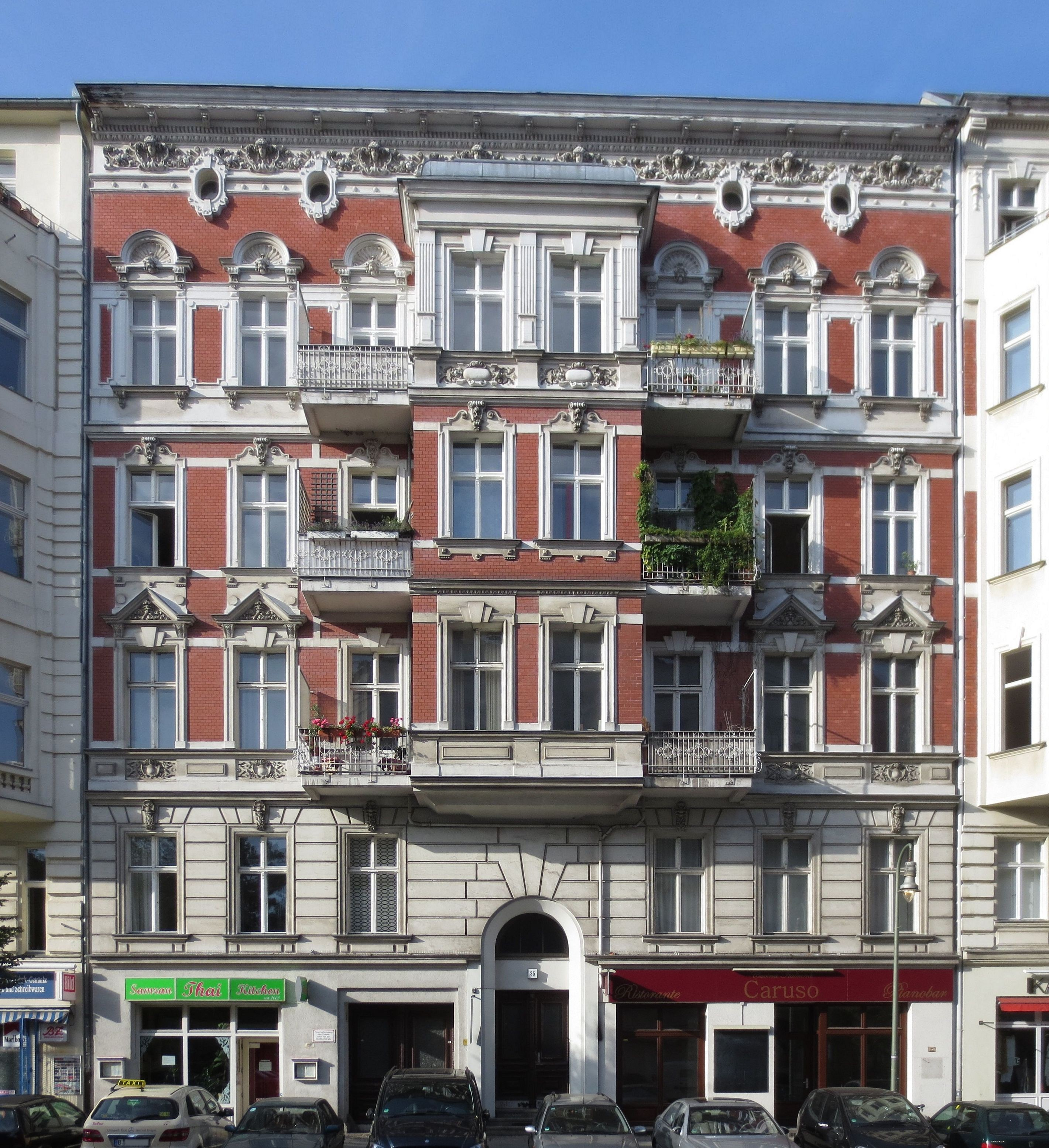
Durch (vorübergehende) Besetzung vor Abriss gerettetes Haus Winterfeldtstraße 35

Von den 170 besetzten Häusern im Sommer 1981 blieben nicht nur die legalisierten Bauten erhalten, sondern auch die meisten, die zwar geräumt wurden, aber durch die Verzögerung nicht mehr vom Abriss/Neubauprogramm erfasst wurden – etwa die Zeile in der Winterfeldtstraße um die Häuser 31/35/37.
Nach dem Mauerfall war die Behutsame Stadtsanierung als Programm zum Erhalt traditioneller Stadtstrukturen endgültig durchgesetzt und die Erneuerung Ostberliner Stadtviertel wie Friedrichshain, Mitte und Prenzlauer Berg wurde unter diesen Voraussetzungen durchgeführt. STATTBAU und S.T.E.R.N. entwickelten sich dabei zu maßgeblichen, professionell vorgehenden Sanierungsträgern. Die Behutsame Stadterneuerung schloss jedoch Neubau nicht aus, denn Berlin besaß umfangreich „Brachen“, die schon Zukunftsplänen vorbehalten waren wie das Tiergartenviertel oder noch durch Kriegszerstörungen im Westen und vor allem im Osten bestanden sowie die Gelände des ehemaligen Mauerstreifens. Hier waren dann im Gefolge der neuen Sicht auf Stadtstrukturen auch Initiativen erfolgreich, die den Kahlschlagbereich im Block 104 in einen Park verwandelten, später auch das Gelände des Anhalter Güterbahnhofs oder des Flughafens Tempelhof einer Neubebauung bis auf Randbereiche entzogen.
Die heute erkennbare und akzeptierte ‚Rettung des Stadtbildes‘ von Berlin mit seinen lebendigen Altbauvierteln durch die Hausbesetzer konnte von diesen nicht ohne das ‚alternative Establishment‘ wie es IBA und Stattbau verkörperten und ‚klassischen‘ Institutionen wie die Evangelische Kirche bewirkt werden – ebenso wenig wie es jenen gelungen wäre, ohne die Jugendlichen, die Gesundheit und Freiheit riskierten, die Behutsame Stadterneuerung durchzusetzen. Der Tod Rattays war der Anlass, eine Lösung des Konfliktes zusammen mit den liberalen Kreisen in Politik und Gesellschaft – auch quer durch die gesellschaftlichen ‚Blöcke‘ durchzusetzen – gegen ‚Kreise‘, die sich in der Nachkriegszeit gebildet hatten und letztlich in ihrer autoritären Mentalität und im Antikommunismus noch im Nationalsozialismus wurzelten. Das waren nicht nur „Die Oben“, sondern auch „Die in der Bevölkerung“, welche die Jugend ins Arbeitslager oder „rüber in den Osten“ wünschten.

## Weitere legalisierte Häuser und Bauwerke in West-Berlin
Bereits in den frühen 1970er Jahren konnten das Georg-von-Rauch-Haus im Bethanien (1971) und das Tommy-Weisbecker-Haus (1973) Nutzungsvereinbarungen abschließen. Sie bestehen bis heute.
Chronik der Legalisierungen
- August 1983: „Von ehedem 165 besetzten Häusern sind 44 durch einvernehmliche Lösungen befriedet. Dabei waren häufig kirchliche oder karitative Einrichtungen Vermittler und Rechtsträger. Aus Besetzern wurden Mieter, Nutzer (befristet, weil die Bausubstanz auf Dauer zu schlecht) oder sogar dinglich Berechtigte (Erbbau).“[37]
- Januar 1984: „Zu dem den Senat noch immer bedrückenden ‚Besetzerproblem‘ sagte [Bausenator] Franke, er glaube, daß ein ‚nicht unerheblicher Teil‘ durch Vertragslösungen erledigt werden könne, sodaß es nicht mehr allzu viele Räumungen geben werde. Bei den derzeit besetzten 29 Häusern werde es aber auch Räumungen geben.“[38]

Häuser und Gebäude
- Regenbogenfabrik Berlin
- Gitschiner Straße 90 – Besetzt: 18. März 1981 / Legalisierung: 8. November 1981[39]

## Nach der Wiedervereinigung
Die Besetzungen der New Yorck 59 (2005) und der Gerhart-Hauptmann-Schule (2012) wurden toleriert und später legalisiert.